# عضل شمال إفريقيا
عضل شمال إفريقيا أو يربوع شمال أفريقيا أو جربيل شمال إفريقيا هو نوع من القوارض من الفصيلة الفأرية، يتواجد في شمال إفريقيا حيث موائلها الطبيعية هي الأراضي الصالحة للزراعة والمناطق الصخرية في المغرب العربي والصحاري، والصحراء الكبرى الحارة.

## موطنه
يتواجد هذا النوع في الجزائر ومصر وليبيا ومالي والمغرب والنيجر والسودان وتونس وتشاد وموريتانيا. يختلف موطنه عبر نطاقه، ولكنه بشكل عام يفضل الموائل التي تحتوي على الصخور والنباتات بدلاً من الرمال والحصى.